# Aphthona czwalinae
Aphthona czwalinae är en skalbaggsart som beskrevs av Julius Weise 1888. Aphthona czwalinae ingår i släktet Aphthona och familjen bladbaggar. Inga underarter finns listade i Catalogue of Life.